# Cupalita
La cupalita és un mineral de la classe dels elements natius. Rep el seu nom de la aeva composició química: coure i alumini.

## Característiques
La cupalita és un aliatge de fórmula química (Cu,Zn)Al. Cristal·litza en el sistema ortoròmbic formant grans d'uns 35 micròmetres. La seva duresa a l'escala de Mohs es troba entre 4 i 4,5.
Segons la classificació de Nickel-Strunz la cupalita pertany a «01.AA - Metalls i aliatges intermetàl·lics de la família coure-cupalita» juntament amb els següents minerals: alumini, coure, or, plom, níquel, plata, steinhardtita, auricuprur, cuproaurur, tetraauricuprur, anyuiïta, khatirkita, novodneprita, hunchunita, stolperita, hollisterita, icosaedrita, kriatxkoïta i proxidecagonita.

## Formació i jaciments
Va ser descoberta al l'any 1985 al meteorit de Khatirka, que va ser trobat al rierol Listvenítovi (Koriàkia, Rússia), l'únic indret on se n'ha trobat. En aquest mateix meteorit també es van descobrir altres quatre espècies minerals noves fins a moment: la khatirkita, la decagonita, la icosaedrita i la steinhardtita. A més a més, al meteorit també eren presents altres minerals com: clinoenstatita, coesita, corindó, diòpsid, forsterita, hedenbergita, magnetita, nefelina, pentlandita, sodalita, espinel·la, stishovita, taenita, trevorita i troilita.